# 评论汇总网站
评论聚合网站（英語：Review aggregator）是一个收集产品和服务（如电影，图书，电子游戏，软件，硬件和汽车）评论的媒体。汇总媒体收集用户或评论人对产品的评论，通过網站将评论展示给用户，或向第三方出售消费者倾向的信息以及为产品公司创建数据库以了解其实际和潜在客户。汇总媒体使用户可以轻松比较同一产品的许多不同评论。许多汇总媒体还会收集其他媒体的评论打分，进而估算出作品的平均评分。
汇总媒体网站已经开始对很多产品制造或设计公司产生经济影响，特别是在某些类别公司中，例如电子游戏公司。一些公司已经将专利费支付率和员工奖金与汇总总分相挂钩，而且股价已经被视为反映了汇总媒体的评级，这都与产品的销售相关。很多相关文献都公认销售量与汇总总分之间存在很强的相关性。由于这些评论对销售量的影响如此之大，制造公司往往通过汇总媒体的产品业务对自己的产品进行评估。

## 著名汇总媒体

### 图书
- iDreamBooks（英语：iDreamBooks）

### 漫画
- Comic Book Roundup

### 电子产品
- Epinions（英语：Epinions）
- TestFreaks（英语：TestFreaks）
- TestSeek（英语：TestSeek）

### 影视
- Metacritic
- Movie Review Query Engine（英语：Movie Review Query Engine）
- 爛番茄

### 音乐
- Acclaimed Music
- AnyDecentMusic?
- Last.fm
- Metacritic
- Album of the Year（英语：Album of the Year (website)）

### 电子游戏
- GameRankings
- Metacritic
- OpenCritic

### 其他
- Graphiq（英语：Graphiq）